# Kaszómező

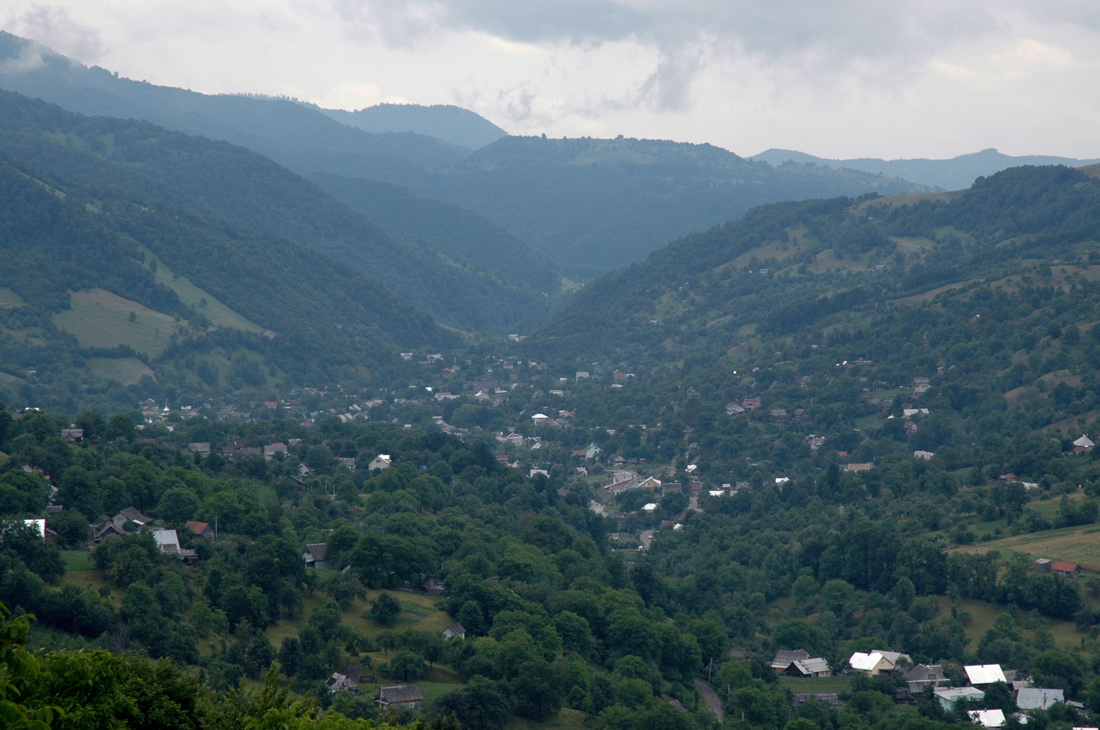
Kaszómező látképe

Kaszómező (ukránul: Косівська Поляна [Koszivszka Poljana]) falu Ukrajnában, Kárpátalja Rahói járásában.

## Fekvése
A Tiszától 10 km-re, a Kaszó patak völgyében fekszik, Rahótól délnyugatra, közúton 47 km-re található.

## Nevének eredete
A Kaszópolyána helységnév szláv eredetű, a falu a Tiszába ömlő  Kaszó patak völgyében települt a 14. század közepén, róla kapta a nevét (Кісва ріка). A patak nevében talán a szl. kosъ ’rigó, feketerigó’ ~ ruszin косъ’ madárnév található. Az 1402-ből adatolható Kétkaszó alak arra utal, hogy a falu a folyó két partján feküdt (Mizser 2007: 100).
A helységnévhez a 17. század végétől kapcsolódott a ruszin поляна ‘kis erdei tisztás’ köznév (СУМ. 7: 107-8).

## Története
Nevét 1361-ben említette először oklevél Ozon néven. Későbbi névváltozatai: 1387-ben Kozo, 1402-ben Kethkoso (Zsigm.okl. 2/1: 1550), 1405-ben Kaszou, 1672-ben Kaszo Polyana, 1725-ben Kaszo pojana, 1773-ban Kaszo Polyana, Polyana Koszinszka (lex loc. 136), 1808-ban Polyána (Kaszó-), Kosulská-Polána, Poljana-Koszuluj, 1828-ban Polyana (Kaszó), Koszuska Polyana, 1838-ban Kaszó-Pojána (Schem. 54), 1851-ben Polyána (Kaszó), 1877-ben Kaszopoly, Kaszó-Polyána, Kaszovszka-Polyána (hnt.), 1913-ban Kaszómező, 1925-ben Kosovská Poljana, 1930-ban Polana Kosovská (ComMarmUg. 70–1), 1944-ben Kaszópolyána, Косoвска Поляна, 1983-ban Косівська Поляна, Косoвская Поляна (Zo).
Pesty Frigyes az 1800-as években írta a település nevéről:
Az orosz elnevezés „koszva” (:rigó:) nevü madártól vette monda szerént eredetét, melly madárnak faja
(:havasi rigó:) nagy sokaságban van még most is az erdőkön
A Kaszópolyána nevet 1900-ban a helységnévrendezéskor Kaszómezőre magyarosították (Mező 1999: 173).
A trianoni békeszerződés előtt Máramaros vármegye Tiszavölgyi járásához tartozott.
1910-ben 2098 lakosából 33 magyar, 143 német, 1905 ruszin volt. Ebből 29 római katolikus, 1920 görögkatolikus, 144 izraelita volt.
Külterületei: Bányavölgy és Jalinka. 2003-ban lakóinak száma 4221 fő volt.

## Galéria

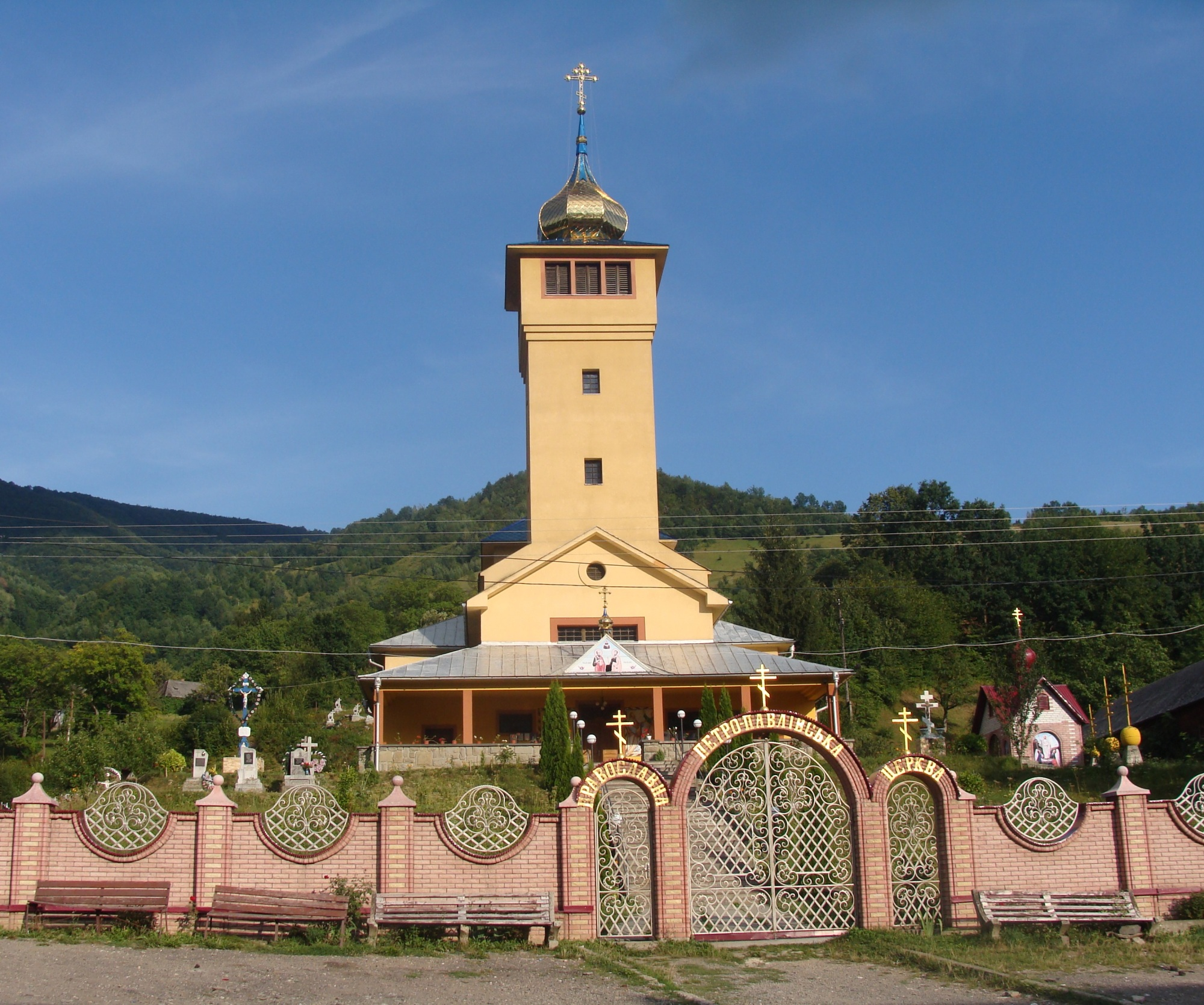
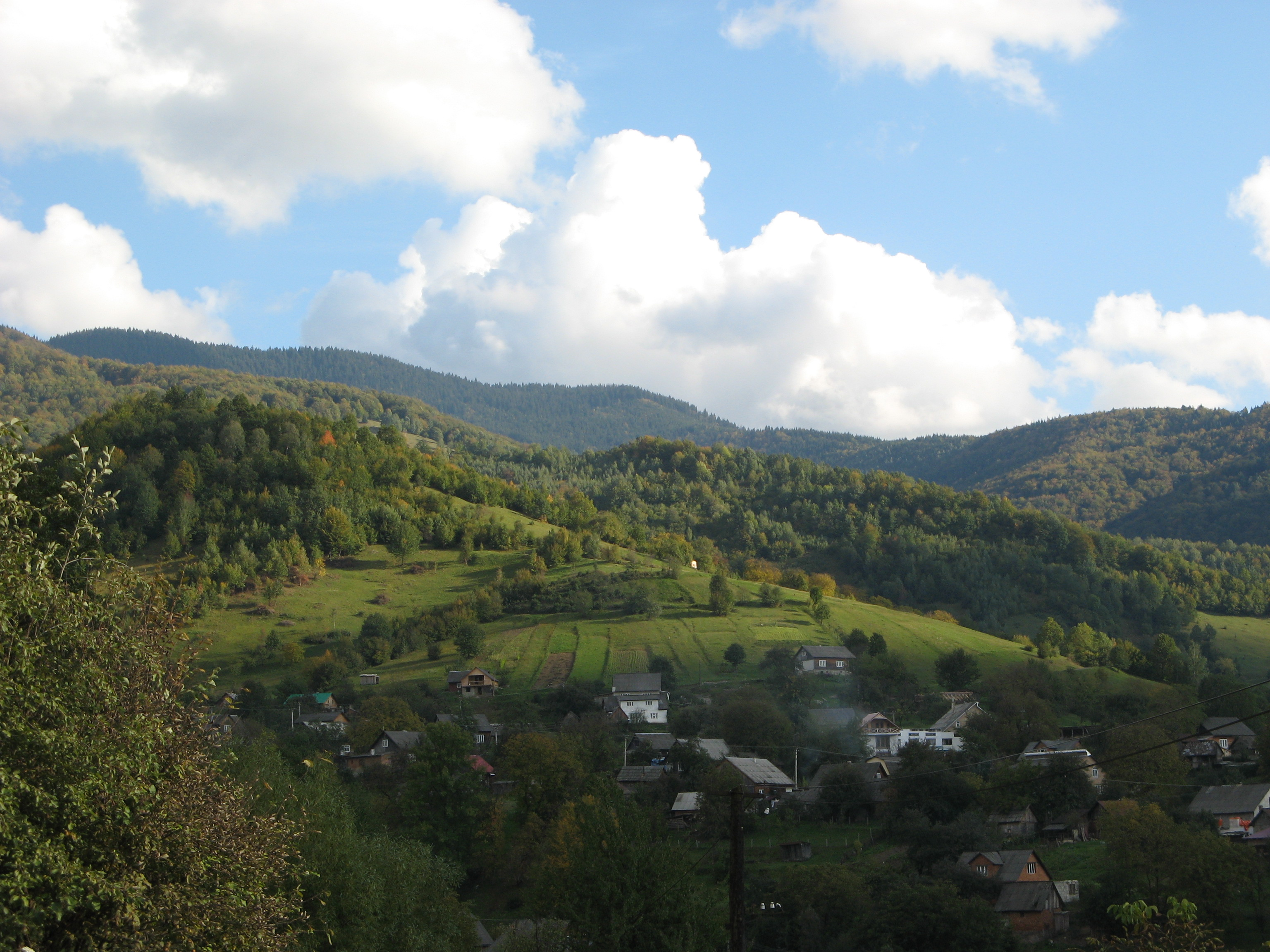
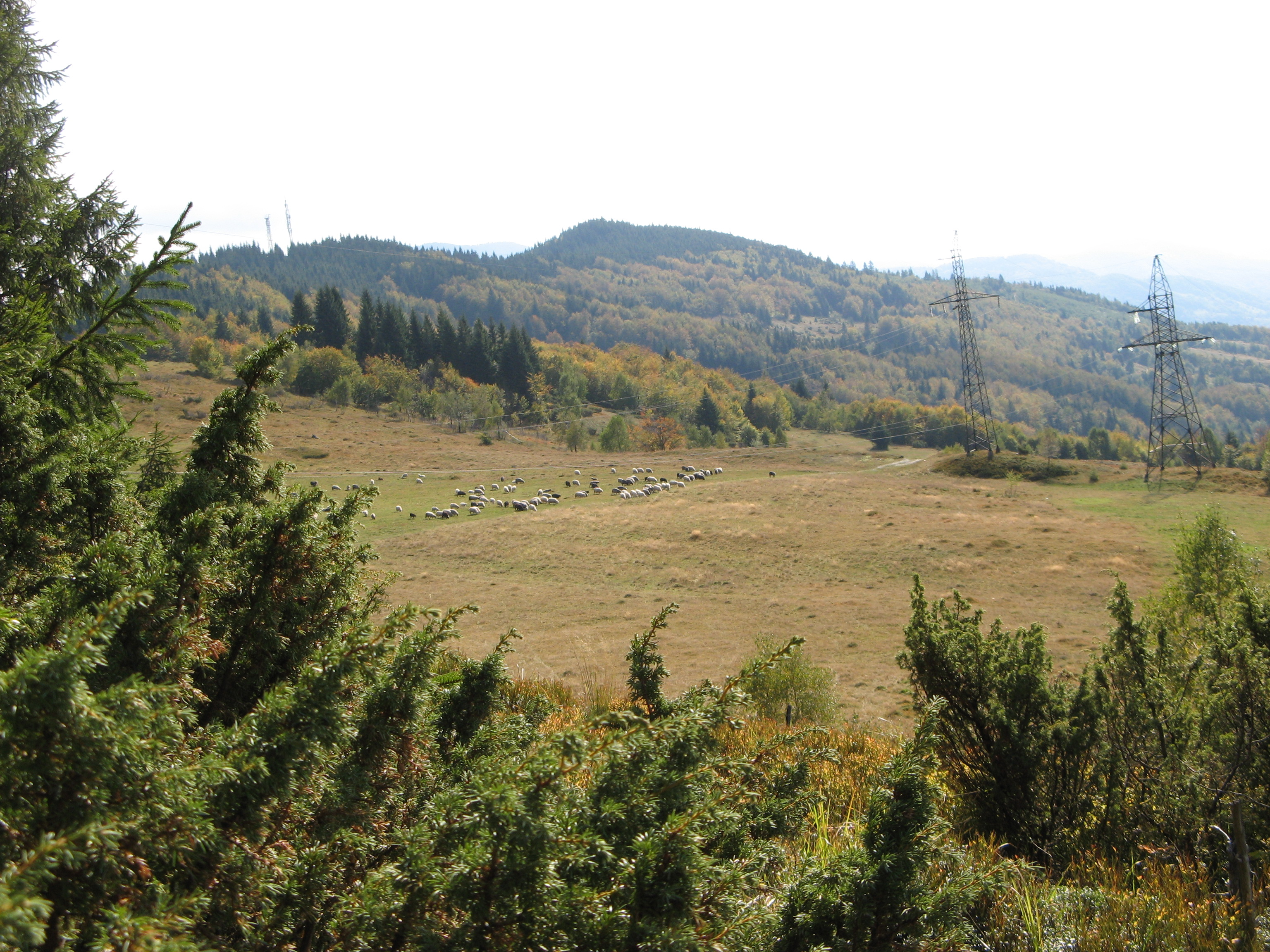
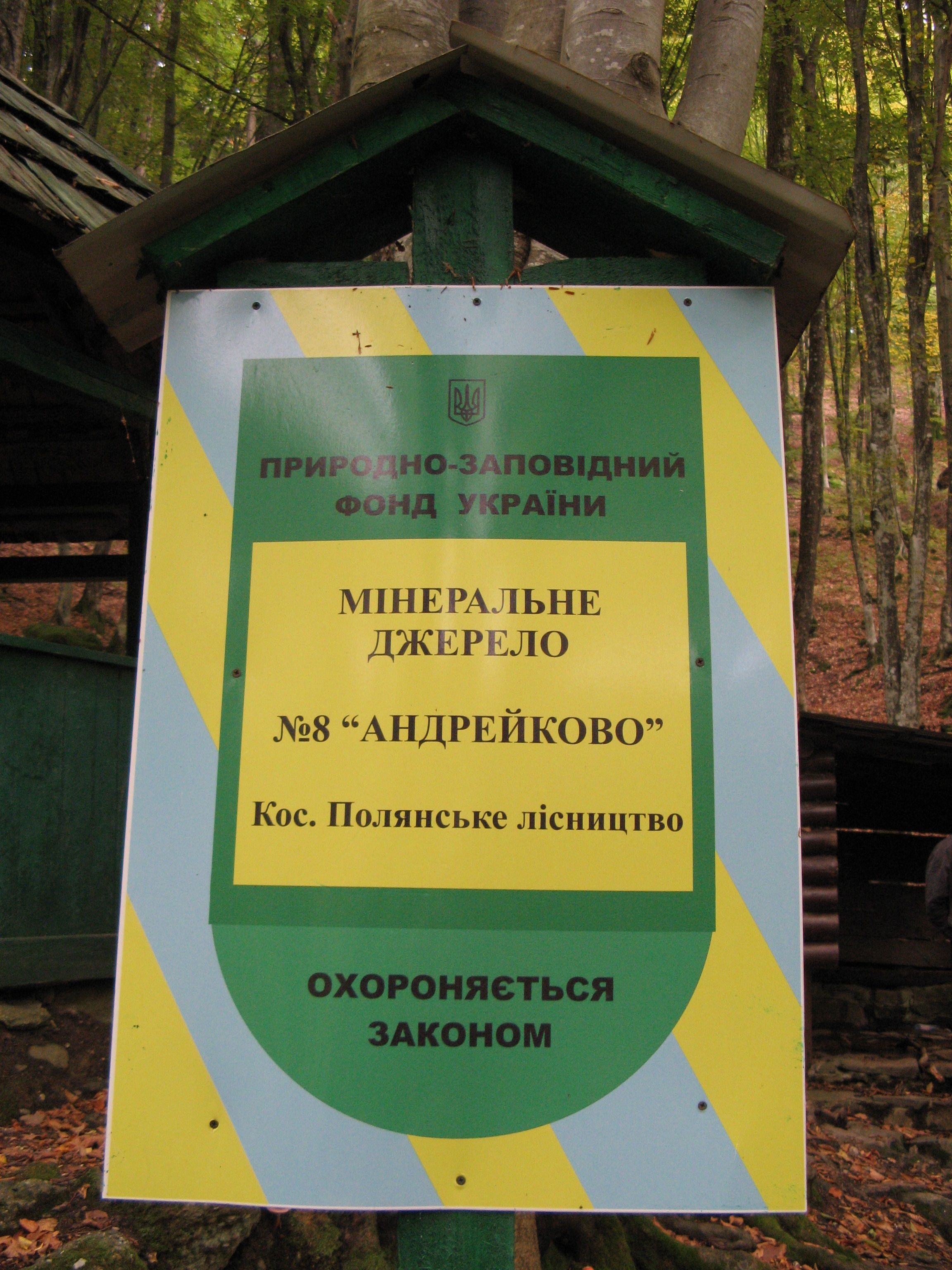
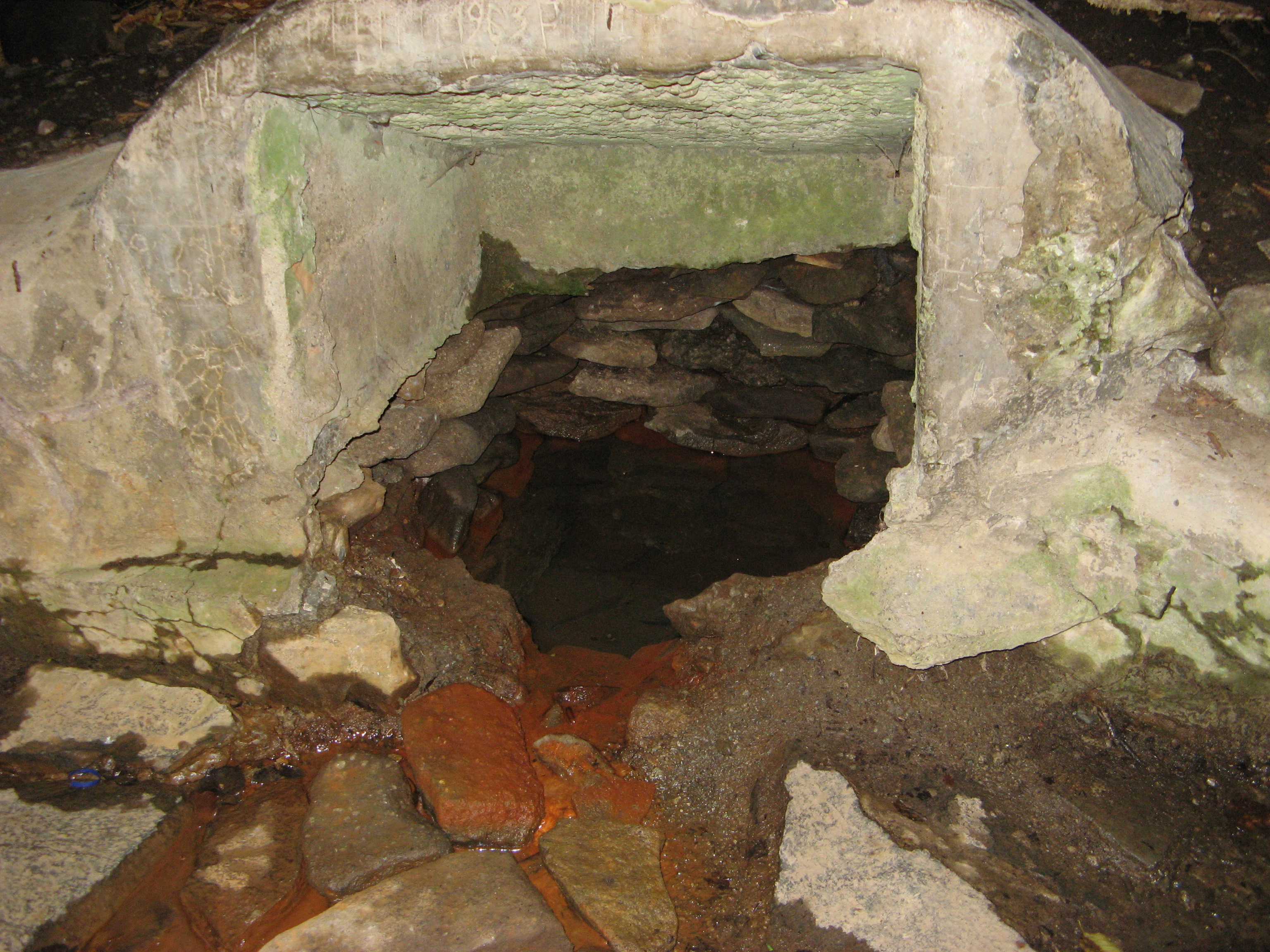